# Сынянырд
Сынянырд — деревня в городском округе Усинск Республики Коми.

## История
Деревня основана в 1903 году.

## География
Деревня находится в северной части Республики Коми, в пределах Печорской низменности на правом берегу реки Уса, на расстоянии примерно 24 километров (по прямой) от города Усинска, административного центра городского округа. Имеется одна улица, Береговая.

## Климат
Климат умеренно континентальный, лето короткое и прохладное, зима многоснежная, продолжительная и холодная. Климат формируется в условиях малого количества солнечной радиации зимой, под воздействием северных морей и интенсивного западного переноса воздушных масс. Вынос тёплого морского воздуха, связанный с прохождением атлантических циклонов, и частые вторжения арктического воздуха с Северного Ледовитого океана придают погоде большую неустойчивость в течение всего года.
Годовая амплитуда составляет 33,0 °C. Самым тёплым месяцем года является июль (средняя месячная температура +15,7 °C), самым холодным месяцем — январь (-17,3 °C). Среднегодовая температура воздуха равна −1,1 °C. Число дней со средней суточной температурой воздуха выше нуля градусов составляет 176.
Населённый пункт относится к зоне влажного климата с весьма развитой циклонической деятельностью. В тёплый период (с апреля по октябрь) выпадает около 400 мм осадков, а в холодный (с ноября по март) 200—220 мм. Максимальная скорость ветра приходится на зимний период. В целом за год преобладают ветры юго-западного направления. Среднегодовая скорость ветра 4,0 м/с.

## Население
| 2010 |
| ---- |
| 24   |